# Hannes Reiter
Hannes Reiter (Altenmarkt im Pongau, 12 settembre 1981) è un ex sciatore alpino austriaco che in carriera gareggiò prevalentemente in Coppa Europa.

## Biografia
Specialista dello slalom gigante attivo in gare FIS dal novembre del 1996, Reiter esordì in Coppa Europa il 10 gennaio 2000 a Kranjska Gora in slalom speciale, senza completare la prova. Nel 2001 ai Mondiali juniores di Vebier vinse la medaglia d'oro nello slalom gigante; nella medesima specialità il 7 e l'8 gennaio 2001 ottenne a Kranjska Gora il primo podio (3º) e la prima vittoria in Coppa Europa.
Il 3 febbraio 2002 fece il suo esordio in Coppa del Mondo nello slalom gigante tenutosi sulle nevi di Sankt Moritz, senza completarlo; il 5 dicembre 2003 conquistò il suo ultimo successo in Coppa Europa, a Ål sempre in slalom gigante. Il suo ultimo podio nel circuito continentale fu il 3º posto conquistato nello slalom gigante del 21 febbraio 2004 a Hermagor-Pressegger See; il 7 gennaio 2006 partecipò all'ultima delle sue dieci gare di Coppa del Mondo, nelle quali non concluse mai le prove.
La sua ultima gara in Coppa Europa fu lo slalom gigante disputato l'11 gennaio 2008 a Hinterstoder, che non concluse; chiuse la carriera in occasione dello slalom gigante dei Campionati austriaci 2008, il 29 marzo a Haus, nel quale si piazzò al 5º posto. Non prese parte né a rassegne olimpiche né iridate.

## Palmarès

### Mondiali juniores
- 1 medaglia:
  - 1 oro (slalom gigante a Verbier 2001)

### Coppa Europa
- Miglior piazzamento in classifica generale: 7º nel 2004
- 11 podi:
  - 3 vittorie
  - 2 secondi posti
  - 6 terzi posti

#### Coppa Europa - vittorie
| Data            | Località      | Paese    | Specialità |
| --------------- | ------------- | -------- | ---------- |
| 8 gennaio 2002  | Kranjska Gora | Slovenia | GS         |
| 4 dicembre 2003 | Ål            | Norvegia | GS         |
| 5 dicembre 2003 | Ål            | Norvegia | GS         |

Legenda:

GS = slalom gigante

### Campionati austriaci
- 2 medaglie[1]:
  - 1 oro (slalom gigante nel 2002)
  - 1 argento (slalom gigante nel 2003)

### Campionati austriaci juniores
- 4 medaglie[1]:
  - 1 oro (combinata nel 1998)
  - 3 argenti (slalom gigante, slalom speciale nel 1998; slalom speciale nel 2000)